# Izraelské letecké útoky na Libanon (září 2024)
Dne 23. září 2024 zahájil Izrael v rámci probíhajícího konfliktu mezi ním a Hizballáhem sérii leteckých úderů na Libanon. Od té doby při izraelských náletech zahynulo více než 700 lidí, více než 5 000 osob bylo zraněno a 90 000 libanonských civilistů muselo opustit své domovy. Jedná se o nejsmrtonosnější útoky v Libanonu od konce libanonské občanské války. Operace byla zahájena pět dní poté, co vybuchly tisíce komunikačních zařízení Hizballáhu, a tři dny poté, co Izrael provedl atentát na velitele jednotek Radwán Ibráhíma Aqíla. Izraelské obranné síly přiřadily útokům kódové označení Severní šípy (hebrejsky חיצי הצפון‎, Chicej ha-Cafon).
Nejsmrtelnějším dnem bylo 23. září, kdy zahynulo 558 lidí, z toho 50 dětí a 94 žen. Mimo jiné Izrael zasáhl 14 sanitek a hasičských vozů, přičemž zabil čtyři záchranáře a 16 dalších zranil. Útoky způsobily chaos mezi prchajícími libanonskými civilisty a tvořili se tak dopravní kolony. Libanonské ministerstvo školství uvedlo, že řada škol bude sloužit jako dočasné útočiště pro vysídlené lidi. Na školách působí nevládní organizace a dobrovolníci, kteří jsou podporováni libanonskou vládou. Více než 50 000 lidí uprchlo do Sýrie.
Představitel Ministerstva zahraničních věcí USA uvedl, že USA nepovažují izraelskou strategii „eskalace k deeskalaci“ za účinnou. Libanonský premiér Nadžíb Mikátí označil útoky za „vyhlazovací válku“ a obvinil Izrael ze snahy zničit libanonské vesnice a města. Řada vlád a organizací na ochranu lidských práv vyzvala k deeskalaci. Izrael tyto výzvy odmítl a prohlásil, že bude v útocích pokračovat. Dne 27. září 2024 Izraelské obranné síly zavraždily Hasana Nasralláha, generálního tajemníka Hizballáhu.
Dne 1. října Izrael zahájil invazi do Libanonu.

## Pozadí
Dne 8. října 2023, den po vypuknutí války Izraele s Hamásem, se do války zapojil Hizballáh, který tak učinil ze „solidarity s Palestinci“. Hizballáh zpočátku ostřeloval izraelské vojenské základny na farmách Šibáa a na Golanských výšinách (obě území jsou pod izraelskou okupací). Od té doby se obě strany navzájem ostřelují, což vedlo k vysídlení tisíci obyvatel v Izraeli a Libanonu a ke značným škodám na budovách a pozemcích. V období mezi 8. říjnem 2023 a 20. zářím 2024 došlo k 10 200 přeshraničním raketovým útokům, přičemž Izrael podnikl 8 300. V důsledku ostřelování bylo vysídleno více než 96 000 osob v Izraeli a více než milion osob v Libanonu. K 24. srpnu 2024 zemřelo v Libanonu 564 lidí, z toho 133 civilistů.
Hizballáh prohlásil, že bude pokračovat v útocích na Izrael, dokud Izrael nezastaví své operace v Pásmu Gazy. Izrael požadoval, aby Hizballáh stáhl své síly severně od řeky Lítání.
Ve dnech 17. a 18. září 2024 došlo k výbuchům tisíce komunikačních zařízení Hizballáhu. Výbuchy zabily 42 lidí a zranily nejméně 3 500 osob, včetně mnoha civilistů. Nejmenovaný představitel Hizballáhu sdělil agentuře Reuters, že 1 500 bojovníků organizace je z důvodů zranění neschopno boje. Podle Hizballáhu, Íránu a libanonské vlády za útokem stojí Izrael. Vysoce postavený zdroj libanonských bezpečnostních složek agentuře Reuters řekl, že za explozemi stála izraelská tajná služba Mosad a armáda. Prezident Izraele Jicchak Herzog popřel jakoukoli izraelskou účast na výbuších, zatímco předseda vlády Benjamin Netanjahu řekl: „Pokud Hizballáh nepochopil zprávu, slibuji vám, že ji pochopí“. O několik dní později zahájil Hizballáh v reakci na výbuchy raketový útok na severní Izrael.
Dne 20. září 2024 eskalovalo napětí poté, co Izrael zabil Ibráhíma Aqíla a další vysoce postavené představitele Hizballáhu.

## Průběh

### Libanon

#### 23. září

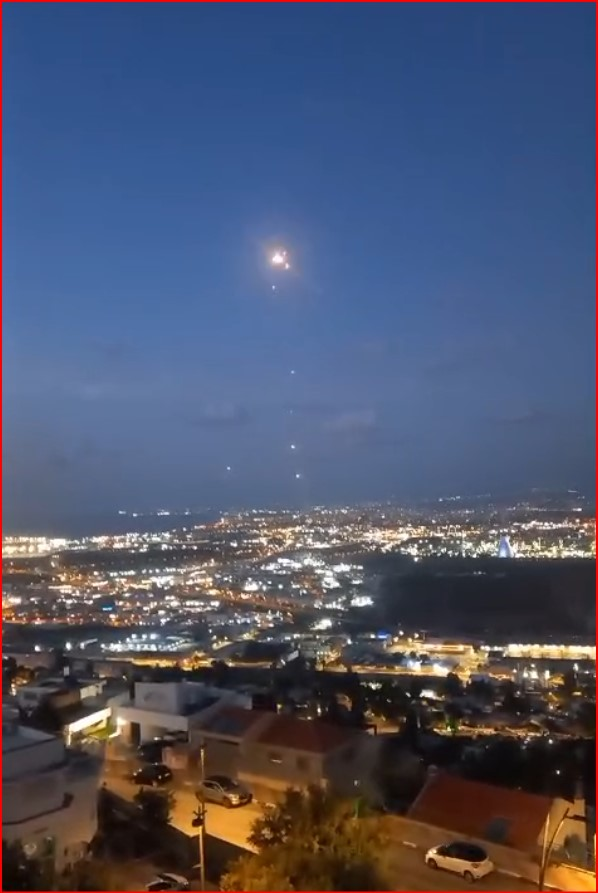
Missile interceptions over the Krayot in Haifa Bay, on the evening of September 23, 2024, taken from the Ramot Yitzhak neighborhood in the city of Nešer

Izraelské obranné síly uvedly, že zasáhly na jihu Libanonu a v údolí Bikáa okolo 1 300 cílů spojených s Hizballáhem. První vlna útoků začala okolo šesté hodiny ranní východoevropského letního času a podle libanonského ministra zdravotnictví Firáse al-Abjada zasáhla nemocnice a sanitky. Podle Úřadu OSN pro koordinaci humanitárních záležitostí při útocích zahynulo 83 osob a 93 881 lidí opustilo své domovy. Dle úřadu také Izrael poškodil civilní infrastrukturu, například vodovodní, elektrické a telekomunikační zařízení. Během první vlny byla zasažena hlavně sídla poblíž izraelských hranic a v údolí Bikáa.
Krátce před polednem zahájilo Izraelské vojenské letectvo druhou vlnu útoků, které byly opět zaměřeny na sídla poblíž izraelských hranic. Při útoku na Bejrút bylo zraněno šest lidí. Cílem náletu útoku byl Alí Karakí, velitel jižní fronty Hizballáhu, který však útok přežil.
Izrael podnikl pět útoků ve městě Qalíja, z nichž jeden zasáhl obytný dům a zabil otce a jeho dceru. Deset lidí bylo zabito také v Táraji u Baalbeku. Šestnáct raket zasáhlo město Chadar, kde zahynulo 14 lidí. V Bodaji byla zabita celá rodina. Brigády Izz ad-Dína al-Kassáma oznámily, že během jednoho z náletů byl zabit jejich polní velitel Husajn an-Nader.
Útoky pokračovaly i v noci z 23. na 24. září, přičemž většinou se soustředily na údolí Bikáa.

#### 24. září
Při náletu na pevnost Hizballáhu v jižním Bejrútu zemřel Ibráhím Qubajsí, velitel raketového sboru Hizballáhu. Raketa zničila tři patra, v důsledku čehož bylo zraněno patnáct lidí a dalších pět osob zahynulo, včetně dvou zaměstnanců Úřadu Vysokého komisaře OSN pro uprchlíky. Terčem útoků se opět stalo údolí Bikáa. Mimo jiné se Izrael zaměřil na sklady v Dúrisu. V Ša'atu bylo zabito 12 osob, včetně deseti příslušníků rodiny libanonské politika Husajna Hádže Hassana.
Izraelské obranné síly uvedly, že zasáhly odpaliště raket Hizballáhu, odkud organizace odpalovala rakety na letiště Megido. Bylo zasaženo také několik cílů Hizballáhu v jižním Libanonu. Při útocích v jižním Libanonu zemřelo 13 lidí.

#### 25. září
Izraelské vojenské letectvo uvedlo, že zasáhlo celkem 280 cílů Hizballáhu po celém Libanonu, včetně skladů zbraní a raketometů. Libanonské ministerstvo zdravotnictví oznámilo, že při útocích zahynulo nejméně 51 lidí. Čtyři lidé byli zabiti a 18 zraněno poté, co Izrael zaútočil na Majsáru nacházející se v převážně křesťanském okrese. Rakety zasáhly také města a vesnice poblíž Týru. Izrael podnikl ještě jeden útok na Majsáru, během kterého zahynuli tři lidé a dalších devět osob bylo zraněno. Dále zaútočil na Ajn Qáná, kde byli zabiti tři lidé a dalších 13 bylo zraněno.
Při útoku na Qantaru byl zabit kameraman televizní stanice al-Manár Kámil Karakí. V Džúnu a Bint Džubajl zahynulo dohromady osm lidí. Při bombardování města Tibnín v jižním Libanonu byli zabiti dva lidé a 27 jich bylo zraněno.
Během dne bylo zničeno šedesát cílů zpravodajského ředitelství Hizballáhu.

#### 26. září
Izrael zasáhl 220 cílů Hizballáhu. Libanonské ministerstvo zdravotnictví oznámilo, že při útocích zahynulo 92 lidí a 153 dalších bylo zraněno.

#### 27. září
Nálet v jižním Libanonu zabil francouzskou občanku. Při izraelském náletu na syrskou vojenskou pozici poblíž libanonských hranic bylo zabito pět vojáků a jeden byl zraněn.
Izraelské letectvo zasáhlo Bejrút a uvedlo, že zasáhlo ústředí Hizballáhu. Zničeny byly nejméně čtyři obytné budovy. Šest lidí zemřelo a nejméně 100 bylo zraněno. Při tomto útoku byl mimo jiné zabit Hasan Nasralláh, generální tajemník Hizballáhu, a Alí Karakí, velitel jižní fronty Hizballáhu.
Kolem jedenácté večer místního času vydal Izrael prostřednictvím sociálních sítí varování před evakuací tří komplexů budov na jižním předměstí Bejrútu, poblíž kterých se nacházely cíle Hizballáhu.

#### 28. září
Izrael zasáhl 140 cílů Hizballáhu. Libanonské ministerstvo zdravotnictví oznámilo, že při útocích zahynulo 33 lidí a 195 dalších bylo zraněno.
Kolem půlnoci místního času byly zasaženy tři budovy v Dáhiji, v nichž byly údajně uskladněny protilodní střely Hizballáhu. Dále byly zasaženy cíle Hizballáhu v údolí Bikáa a ve východním Libanonu.
Izraelské obranné síly uvedly (IOS), že při útoku v jižním Libanonu zabily velitele raketové jednotky Hizballáhu Muhammada Alího Ismáíla, jeho zástupce a další velitele. Libanonská národní tisková agentura oznámila, že rakety zasáhly lékařské kliniky v Tajbě a Dajr Sirján, přičemž zahynulo 11 zdravotníků a 10 dalších bylo zraněno.

#### 29. září
Libanonská národní tisková agentura oznámila, že izraelské stíhací letouny zasáhly středisko civilní obrany, přičemž zabily čtyři lidi a několik dalších zranily. IOS uvedly, že zasáhly desítky cílů v Libanonu. Bylo oznámeno, že předešlý den byl zabit vysoký představitel Hizballáhu Nabíl Qáwauk. Libanonské ministerstvo zdravotnictví uvedlo, že během dvou dnů bylo při izraelských úderech zabito 14 záchranářů.

#### 30. září
Při náletu na byt v centru Bejrútu zahynuli tři členové Lidové fronty pro osvobození Palestiny. Hamás uvedl, že jeho vůdce v Libanonu Fatah Šaríf Abú al-Amín a jeho manželka, dcera a syn byli zabiti při náletu na jejich rodinný dům. Také byl zabit jeden voják libanonské armády. Při útoku na středisku civilní obrany bylo zabito šest zdravotníků a čtyři byli zraněni.

## Reakce
- Austrálie: Ministryně zahraničních věcí Penny Wong varovala Australany žijící v Libanonu, že v případě eskalace nebude vláda schopna všechny evakuovat.[76]

- Česko: Prezident Petr Pavel podpořil izraelské letecké útoky na Libanon jako nutnou „sebeobranu“.[77]

- Čína: Ministr zahraničních věcí Wang I prohlásil, že jeho země stojí „na straně spravedlnosti a na straně arabských bratrů, včetně Libanonu“.[78]
- Egypt: Ministerstvo zahraničních věcí vyzvalo „mezinárodní mocnosti a Radu bezpečnosti OSN, aby okamžitě zasáhly“ a zastavily „nebezpečnou izraelskou eskalaci v Libanonu“.[79]
- Francie: Prezident Emmanuel Macron během projevu na Valném shromáždění OSN vyzval k zastavení bojů mezi Izraelem a Hizballáhem.[80] Ministr zahraničních věcí Jean-Noël Barrot vyzval k mimořádnému zasedání Rady bezpečnosti OSN a požádal o ukončení náletů. Barrot rovněž oznámil, že koncem týdne navštíví Libanon.[81]
- Írán: Prezident Masúd Pezeškjan obvinil Izrael, že „zatahuje“ Írán do širšího konfliktu, a dodal, že „ve válce není vítěze“.[82] Nejvyšší vůdce Alí Chameneí prohlásil, že útoky na Hizballáh „nejsou natolik silné, aby organizaci srazily na kolena“.[83]
- Indonésie: Ministryně zahraničních věcí Retno Marsudi vydala prohlášení, v němž nálety odsoudila.[84]
- Irák: Předseda vlády Muhammad Šijá as-Súdání oznámil, že země poskytne Libanonu humanitární pomoc. Sudání podpořil prohlášení Alího as-Sístáního, nejvyššího iráckého ší'itského duchovního, který uvedl, že je třeba vyvinout „veškeré možné úsilí“ k zastavení „pokračující izraelské barbarské agrese“.[85]
- Izrael: Premiér Benjamin Netanjahu v důsledku náletů odložil odlet do New Yorku, kde se měl zúčastnit zasedání Valného shromáždění OSN.[86] Netanjahu také promluvil k libanonskému lidu: „Naše útoky nejsou mířeny proti vám [civilistům], ale proti Hizballáhu“. Mimo jiné obvinil organizaci, že využívá civilisty jako lidské štíty.[87][88] Jeden z izraelských představitelů později pro CNN uvedl, že napříč izraelským politickým spektrem panuje „velká spokojenost“ s výkonem Izraelských obranných sil. Útoky podpořil také opoziční politik Ja'ir Lapid.[89] Izrael varoval, že údery na Hizballáh zintenzivní, a vyzval libanonské civilisty, aby opustili oblasti, kde organizace skladuje zbraně.[90]
- Kanada: Premiér Justin Trudeau během svého projevu na Valném shromáždění OSN označil zabíjení libanonských žen a dětí za „mimořádně znepokojivé“. Zopakoval svou výzvu k „deeskalaci, a to jak ze strany Izraele, tak ze strany Hizballáhu“.[78] Ministryně zahraničních věcí Mélanie Joly varovala Kanaďany žijící v Libanonu, aby zemi okamžitě opustili.[91]
- Libanon: Předseda vlády Nadžíb Míkátí označil útoky za „vyhlazovací válku“[92][93] a obvinil Izrael, že se snaží zničit libanonské vesnice a města.[94] Zástupce Libanonu na Valném shromáždění OSN označil útoky za „ohrožení společenského řádu“.[95]
- Polsko: Ministerstvo zahraničních věcí vyjádřilo „hluboké znepokojení“ a vyzvalo „všechny strany ke zdrženlivosti a zastavení násilí, které bude mít důsledky pro celý region“.[96]
- Rusko: Mluvčí Kremlu Dmitrij Peskov uvedl, že Rusko je údery „nesmírně znepokojeno“, a varoval před „rozšířením konfliktu a úplnou destabilizací regionu“.[97] Dne 27. září vystoupil na Valném shromáždění OSN ministr zahraničních věcí Sergej Lavrov, který prohlásil, že Blízký východ se kvůli útokům ocitl na pokraji „plnohodnotné“ regionální války.[98]
- Řecko: Ministr zahraničních věcí Giorgos Gerapetritis označil eskalaci konfliktu za „kolektivní mezinárodní selhání“.[78]
- Saúdská Arábie: Ministerstvo zahraničních věcí vyjádřilo „velké znepokojení“ a vyzvalo „všechny strany k maximální zdrženlivosti“.[78]
- Spojené království: Premiér Keir Starmer vyzval britské občany, aby ihned opustili zemi.[99] Ministr zahraničních věcí David Lammy prohlásil, že je „hluboce znepokojen“, a varoval před další eskalací, která „může způsobit ještě horší následky“.[78] Vláda Spojeného království oznámila, že vyšle 700 vojáků na základnu RAF Akrotiri na Kypru, aby pomohli s evakuací Britů v Libanonu.[100]
- Spojené státy americké: Prezident Joe Biden během setkání s prezidentem Spojených arabských emirátů Muhammadem ibn Zájidem Ál Nahjánem uvedl, že jeho administrativa „pracuje na deeskalaci, aby se lidé mohli bezpečně vrátit do svých domovů“.[78]
- Turecko: Prezident Recep Tayyip Erdoğan během projevu na Valném shromáždění OSN údery odsoudil.[78]